# Фулда (река)
Фулда је најдужа река у немачкој држави Хесен, која у доњем току чини границу према држави Доња Саксонија. Дуга је 220,7 km. Извире у хесенском делу планине Рен. Код града Хановер-Минден спаја се са реком Вера и ствара реку Везер.